# Billy-sous-Mangiennes
Billy-sous-Mangiennes – miejscowość i gmina we Francji, w regionie Grand Est, w departamencie Moza.
Według danych na rok 1990 gminę zamieszkiwało 355 osób, a gęstość zaludnienia wynosiła 14 osób/km² (wśród 2335 gmin Lotaryngii Billy-sous-Mangiennes plasuje się na 701. miejscu pod względem liczby ludności, natomiast pod względem powierzchni na miejscu 96.).